# Nonna
Pour les articles homonymes, voir Nonna (homonymie).
Nonna ou Nonne est l'épouse de Grégoire l'Ancien, mère de sainte Gorgonie et saint Grégoire de Nazianze. 
C'est une sainte des Églises chrétiennes célébrée le 5 août

## Histoire et tradition
Née en Cappadoce dans une famille chrétienne, Nonna pria pour la conversion de son mari, Grégoire l'Ancien, magistrat, qui se convertit effectivement et devint évêque de Nazianze. De leur union, naissent trois enfants qui furent trois saints : Gorgonie, Césaire et Grégoire de Nazianze.
Son fils, Grégoire de Nazianze fit son éloge funèbre, la décrivant comme une sainte femme, très priante.

## Liens
- Notice dans un dictionnaire ou une encyclopédie généraliste :   - Collective Biographies of Women
- Notices d'autorité :   - VIAF
  - Pologne
  - Grèce